# Dżallajn
Dżallajn (arab. جلين) – miejscowość w Syrii, w muhafazie Dara. W 2004 roku liczyła 4337 mieszkańców.